# Timón el Silógrafo
Timón el Silógrafo o Timón de Fliunte (Τίμων, ca. 320 - 230 a. C.) fue un filósofo escéptico griego, así como un poeta satírico. Era discípulo de Estilpón de Megara y de Pirrón. Escribió poemas filosóficos satíricos llamados Silloi (Σίλλοι), de donde viene su sobrenombre.

## Biografía
La mayoría de los datos biográficos de Timón proceden de la obra de Diógenes Laercio. Según este autor, Apolónides de Nicea decía que Timón tuvo por padre a Timarco, y que fue natural de Fliunte. Quedó huérfano todavía muy joven y se dio a la danza; pero después, condenando este ejercicio, se fue a Megara a estar con Estilpón y después de vivir un tiempo con él, regresó a su patria y se casó. Pasó después con su mujer a ver a Pirrón, que estaba en Élide, y habitó allí hasta tener hijos. Al mayor de ellos lo llamó Janto, le enseñó la medicina, y fue su sucesor. Timón era elocuentísimo, según afirmaba Soción; pero no teniendo de qué mantenerse, partió al Helesponto y a Propóntide; y ejercitando la filosofía y oratoria en Calcedonia, fue muy celebrado. De allí, habiendo acopiado un buen viático, se retiró a Atenas, donde se mantuvo hasta su muerte, a excepción de un breve periodo de tiempo en el que estuvo en Tebas. 
Fue conocido y estimado del rey Antígono y de Ptolomeo Filadelfo, según atestigua él mismo en sus yambos. Antígono dijo de él que fue muy dado a la bebida y poco aplicado a la filosofía.  
Diógenes Laercio concedía verosimilitud a una información que había escuchado acerca de él según la cual era tuerto, pues él mismo se llamaba «Cíclope». Fue muy aficionado a los jardines y a la soledad, como dice Antígono. Jerónimo Peripatético dijo de él: 

Como entre los escitas disparan flechas tanto los que huyen como los que los siguen, así entre los filósofos unos cazan los discípulos siguiendo y otros huyendo, como Timón.

Era muy agudo de ingenio para hacer burla de otros; muy aplicado a escribir, y diestrísimo en inventar tramas fabulosas para los poetas, y no menos en componer tragedias. Fueron sujetos de ellas incluso Alejandro y Homero. Si le estorbaban o interrumpían las criadas o perros, nada decía, no cuidándose de otra cosa que de la soledad. 
Dicen que habiéndole preguntado Arato cómo se podrían conseguir íntegras y sin errores las obras de Homero, respondió que solicitando ejemplares antiguos, y no los ya enmendados. Tenía sus escritos poéticos tumultuariamente y sin orden, y aun corroídos en algunos lugares, de manera que, como una vez leyese algo de ellos al orador Zopito, y pasase sin advertir algunas hojas juntas hasta más de la mitad, siguió leyendo sin advertir el hecho de la narrativa: tan indiferente era en las cosas. Ello es, en efecto, que su serenidad llegaba a punto de no hacer caso aun de lo más importante. Cuéntase que habiendo visto a Arcesilao que andaba entre charlatanes y aduladores, le dijo: «¿A qué vienes tú aquí donde estamos los hombres libres?» Contra los que juzgaban de las cosas por los sentidos, concordándolos con la mente, solía decir a menudo: «Juntos van Atagas y Numenio». 
Acostumbraba a hacer chanzas: a uno que de todo se admiraba, le dijo: «¿Y por qué no te admiras de que siendo tres aquí, sólo tenemos cuatro ojos?» Es el caso que él y su discípulo Dioscórides eran tuertos, y aquel a quien lo dijo era sano de ojos. En otra ocasión, Arcesilao le preguntó por qué había vuelto a Tebas, y respondió: «Para reír de vosotros al veros tan anchos y extendidos.» No obstante, a Arcesilao, a quien había dirigido sátiras, lo celebró en el libro titulado Arcesilao, De las cenas. 
Murió en torno a los noventa años, según Antígono y Soción.

## Obras
Escribió Poemas, Versos, Tragedias, Sátiras, treinta dramas cómicos, sesenta trágicos y varias obscenidades, además de 20.000 versículos en prosa, de los cuales hace memoria Antígono Caristio, que escribió su vida.  
Los libros de sátiras, llamados Silloi (Σίλλοι), son tres. En ellos, como escéptico que era, vierte mordacidades y sales contra todos los dogmáticos, trovándoles sus dichos. El primero de estos libros es una explicación que da él mismo. El segundo y tercero van en forma de diálogo, en el cual parece que Jenófanes pregunta de cada cosa, y él mismo se responde. En el segundo trata de los más antiguos; y en el tercero de los que vinieron después, por cuya razón algunos lo titularon Epílogo. 

## Discípulos
Timón no tuvo sucesor en la secta, como dice Menodoto, y quedó abandonada hasta que la restauró Tolomeo de Cirene. Según escriben Hipoboto y Soción, fueron discípulos suyos Dioscórides de Chipre, Nicoloco de Rodas, Eufranor de Selencia y Praulo de Tróade. Este, dice el historiador Filarco, fue de ánimo tan constante, que sufrió suplicio como traidor a la patria sin hablar una palabra a los ciudadanos en su abono. 
Eufranor tuvo por discípulo a Eubulo Alejandrino; de este lo fue Tolomeo, y de Tolomeo lo fueron Sarpedón y Heráclides. A Heráclides oyó Enesidemo Gnosio, el cual escribió ocho libros acerca de los Raciocinios pirrónicos. De Enesidemo fue discípulo Zeuxipo Polites; de este lo fue Zeuxis el apellidado Goniopo; de este, Antíoco Laodiceno, natural de Lico. De este fueron discípulos Menodoto Nicomediense, Médico Empírico y Tiodas Laodiceno. De Menodoto lo fue Heródoto, hijo de Arieo de Tarso; de Heródoto, Sexto Empírico, autor de los diez libros acerca de los escépticos y de otras obras excelentes. Y de Sexto fue discípulo Saturnino Citenas, también empírico.